# Ratusz w Lubaczowie
Ratusz w Lubaczowie – budynek mieszczący się w zachodniej pierzei rynku w Lubaczowie, obecnie zamienionego na park. Jest to budowla z 1889, murowana dwukondygnacyjna. Posiada wieżyczkę zegarową. Na wieżyczce znajduje się balkon. W czasie I wojny światowej ratusz został zniszczony, odbudowany w latach 20. XX wieku.